# Shahdol (huyện)
Huyện Shahdol là một huyện thuộc bang Madhya Pradesh, Ấn Độ. Thủ phủ huyện Shahdol đóng ở Shahdol. Huyện Shahdol có diện tích 9954 ki lô mét vuông. Đến thời điểm năm 2001, huyện Shahdol có dân số 1572748 người.